# Fernand Guériff
Fernand Guériff est un historien, compositeur, musicologue et ethnomusicologue français né le 9 avril 1914 à Saint-Nazaire et mort le 29 janvier 1994 dans la même ville.

## Biographie
Fernand Guériff s'attache à collecter les chants, musiques, traditions et légendes de la presqu'île de Guérande et des marais de Grande Brière, auprès des habitants, constituant un fond d'une rare richesse. Si son œuvre musicale personnelle n'a été que très ponctuellement publiée, son travail d'historien régional et d'ethnomusicologue est réédité régulièrement.
Lors de la Seconde Guerre mondiale, il se lie avec René Guy Cadou, instituteur et réfugié comme lui dans le vignoble nantais, près du Cellier, dont il mettra en musique quelques poèmes.
Ancien instituteur et enseignant, il est membre de nombreuses sociétés savantes et un amateur éclairé.
Il fut entre autres :
- vice-président de la Société de mythologie française ;
- membre de l'Académie de Bretagne ;
- cofondateur et directeur honoraire de l'école de musique de Saint-Nazaire où il fut enseignant et chef d'orchestre ;
- fondateur de l'ensemble vocal Pays Blanc Pays Noir, créé en 1979 à Saint-Nazaire ;
- fondateur, en 1969, de l'Association préhistorique et historique de la Région nazairienne (APHRN)[1].

## Publications

### Ouvrages
- Terroirs du Pays de Guérande, en collaboration avec Gaston Le Floc'h, Imprimerie de la Presqu'île Guérandaise, 1961 : premier prix de géographie de la Société Académique de Nantes et Loire-Inférieure ; ou Éditions Label LN - Brest, 2006  (ISBN 2915915148) (réédition).
- Historique de Saint-Nazaire, 1963, 2 volumes.
- Saint-Nazaire sous l'occupation allemande, (Le Commandot, La Poche), La Baule, éditions des Paludiers, 1971.   — Témoignage direct d'un habitant de Saint-Nazaire, cet ouvrage reste une base documentaire intéressante.
- Vieux Noël du Pays de Guérande, La Baule, éditions des Paludiers, 1971.
- Images oubliées du Vieux Saint-Nazaire, La Baule, éditions des Paludiers, 1972.
- Chansons, romances et poèmes de la marine à voiles, La Baule, éditions des Paludiers, 1972.
- Chanson de Brière, illustrations de Émile Gautier, éditions du Parc Naturel Régional de Brière, 1974.
- Les Potiers d'Herbignac, La Baule, éditions des Paludiers, 1973.
- Guérande et son marais, éditions Ouest-France, 1978  (ISBN 2-85882-108-9).
- Brière de Brumes et de Rève, Nantes, éditions Bellanger, 1979.
- De poudre, de Gloire et de misère, éditions Bellanger, 1981.  — Grand prix de la Mer.
- Recueil en cinq volumes des musiques et chants populaires du Pays de Guérande et de Grande Brière :
  - Volume I : Le trésor des chansons populaires folkloriques, Le Pouliguen, éditions Jean-Marie Pierre, 1983 ;
  - Volume II : Le folklore du mariage, coutumes et chants du Pays de Guérande, en coédition avec le Parc Naturel Régional de Brière, 1983  (ISBN 2-9518546-2-5) ;
  - Volume III : Chansons de Brière, de Saint-Nazaire et de la presqu'île guérandaise, Le Pouliguen, éditions Jean-Marie Pierre, 1983 ;
  - Volume IV : Chansons du pays guérandais, les danses, le répertoire enfantin, Le Pouliguen, éditions Jean-Marie Pierre, 1984 ;
  - Tome V : La belle Bible des Noëls guérandais, Le Pouliguen, éditions Jean-Marie Pierre, 1984 ;

- Le Vieux Saint-Nazaire, Le Pouliguen éditions Jean-Marie Pierre, 1987, 110 p.  (ISBN 2-903999-05-8).
- La Collégiale Saint-Aubin de Guérande, Le Pouliguen, éditions Jean-Marie Pierre, 1985  (ISBN 2-903999-02-3).
- Contes populaires du Pays de Guérande, Geste éditions, 2000.

### Articles dans des revues à diffusion nationale ou régionale
- « Historique des dunes d'Escoublac », Penn ar Bed, no 57, 1969, p. 75-80.
- Cahier du Pays de Guérande, édité par les Amis de Guérande depuis 1966.
- Cahier de l'Académie de Bretagne.
- Nombreux articles sur des sujets historiques, archéologiques ou ethnographiques dans le journal L'Écho de la Presqu'île guérandaise et de Saint-Nazaire.
- Nombreux articles dans Histoire & Patrimoine, la revue de l'APHRN, association dont il est le fondateur.

## Distinctions
- Officier de l'ordre des Palmes académiques.

## Récompenses
- 1961 : premier prix de la Société académique de Nantes et de la Loire-Atlantique pour le livre Terroirs du pays de Guérande, écrit en collaboration avec Gaston Le Floc'h.
- 1980 : prix de l'Académie de Bretagne pour l'ensemble de son œuvre.
- 1981 : grand prix de la mer décerné par l'Association des écrivains de langue française pour le livre De poudre de gloire et de misère (éditions A. Bellanger, 1980).